# Medicine Ball Caravan
Medicine Ball Caravan es un documental franco-estadounidense de drama y musical de 1971, dirigido por François Reichenbach, escrito por Christian Haren, en la fotografía estuvieron Serge Halsdorf, Christian Odasso y Jean-Michel Surel, los protagonistas son Tim Barnes, Bonnie Bramlett y Alice Cooper, entre otros. Esta obra fue realizada por France Opera Film y PECF; se estrenó el 20 de septiembre de 1971.

## Sinopsis
En este documental se muestra a 154 personas que recorren Estados Unidos, su objetivo es dar a conocer el evangelio del “flower power”, un movimiento hippie de la década de 1970.